# Protonoceras eucosma
Protonoceras eucosma is een vlinder van de familie van de grasmotten (Crambidae). De wetenschappelijke naam van deze soort is voor het eerst voorgesteld als Archernis eucosma door de Australische dokter en amateur-entomoloog Alfred Jefferis Turner in een publicatie uit 1908. Het type werd aangetroffen in Townsville in het noorden van Queensland in Australië. Het epitheton eucosma is afkomstig van Oudgrieks εὔκοσμος. eukosmos, "rijk versierd".